# شرق والتون
شرق والتون هي أبرشية مدنية في مقاطعة نورفولك الإنجليزية. وتغطي مساحة 10.81 كيلومتر مربع (4.17 ميل2) ويبلغ عدد سكانها 94 في 40 أسرة في تعداد عام 2001. وفي تعداد عام 2011، ظل عدد السكان أقل من 100، وتم تضمينهم في رعية غرب عكا المدنية. لأغراض الحكومة المحلية، تقع داخل منطقة King's Lynn و West Norfolk.
اسم القرية يعني «مزرعة حائط / مستوطنة». وتحوي القرية سور بحر روماني. «شرق» للتمييز عن ويست والتون.
وكنيستها، سانت ماري، هي واحدة من 124 كنيسة موجودة في برج دائري في نورفولك.

## الحكم
إيست والتون هي أبرشية تابعة لمجلس مقاطعة كينغز لين وويست نورفولك، وهي مسؤولة عن معظم الخدمات المحلية. مجلس مقاطعة نورفولك مسؤول عن الطرق وبعض المدارس والخدمات الاجتماعية. بالنسبة لانتخابات وستمنستر، وتشكل الأبرشية جزءًا من دائرة نورفولك الشمالية الغربية، ويمثلها جيمس وايلد (محافظ).